# جاهد ظریف‌اوغلو
عبدالرحمن جاهد ظریف اوغلو (ترکی استانبولی: Cahit Zarifoğlu; ۱ ژوئیهٔ ۱۹۴۰ – ۷ ژوئن ۱۹۸۷) شاعر و نویسنده ترک بود.

## زندگی
ظریف اوغلو در سال ۱۹۴۰ در آنکارا به دنیا آمد و در کاهرمان‌ماراش بزرگ شد. سرودن شعر را در دوران دبیرستان در دبیرستان آغاز کرد. پس از پایان دبیرستان به استانبول رفت و در دانشگاه استانبول زبان و ادبیات آلمانی خواند. او اشعار خود را در مجله دیریلیش منتشر کرد. او در سال ۱۹۷۶ برخی از اشعار، داستان‌ها، خاطرات و گفتگوهای خود را در ماورا درگیسی منتشر کرد. او همچنین یکی از بنیانگذاران این مجله بود.
او چندین بار به عنوان معلم کار کرد. زمانی که او ماورا درگیسی را منتشر می‌کرد، در TRT نیز به عنوان مترجم کار می‌کرد. او در سال ۱۹۸۷ درگذشت. قبر او در گورستان کوپلوچه در بیلربی است.